# 川俁站
川俁站（日语：／ Kawamata eki */?）是位於群馬縣邑樂郡明和町中谷，屬於東武鐵道伊勢崎線的鐵路車站。車站編號是TI 08。本站是群馬縣內最南端的普通鐵路車站。

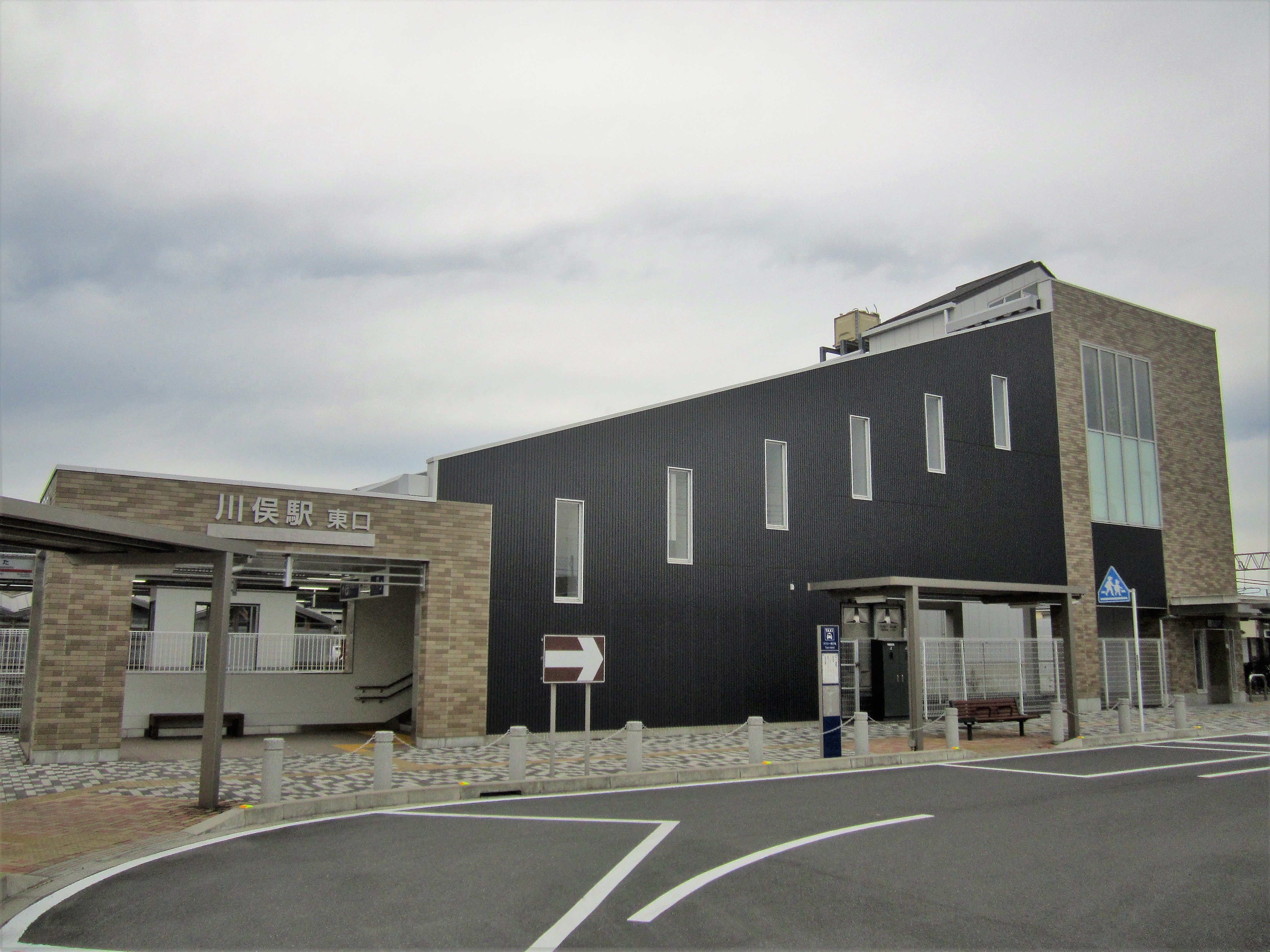
東口(2020年10月)

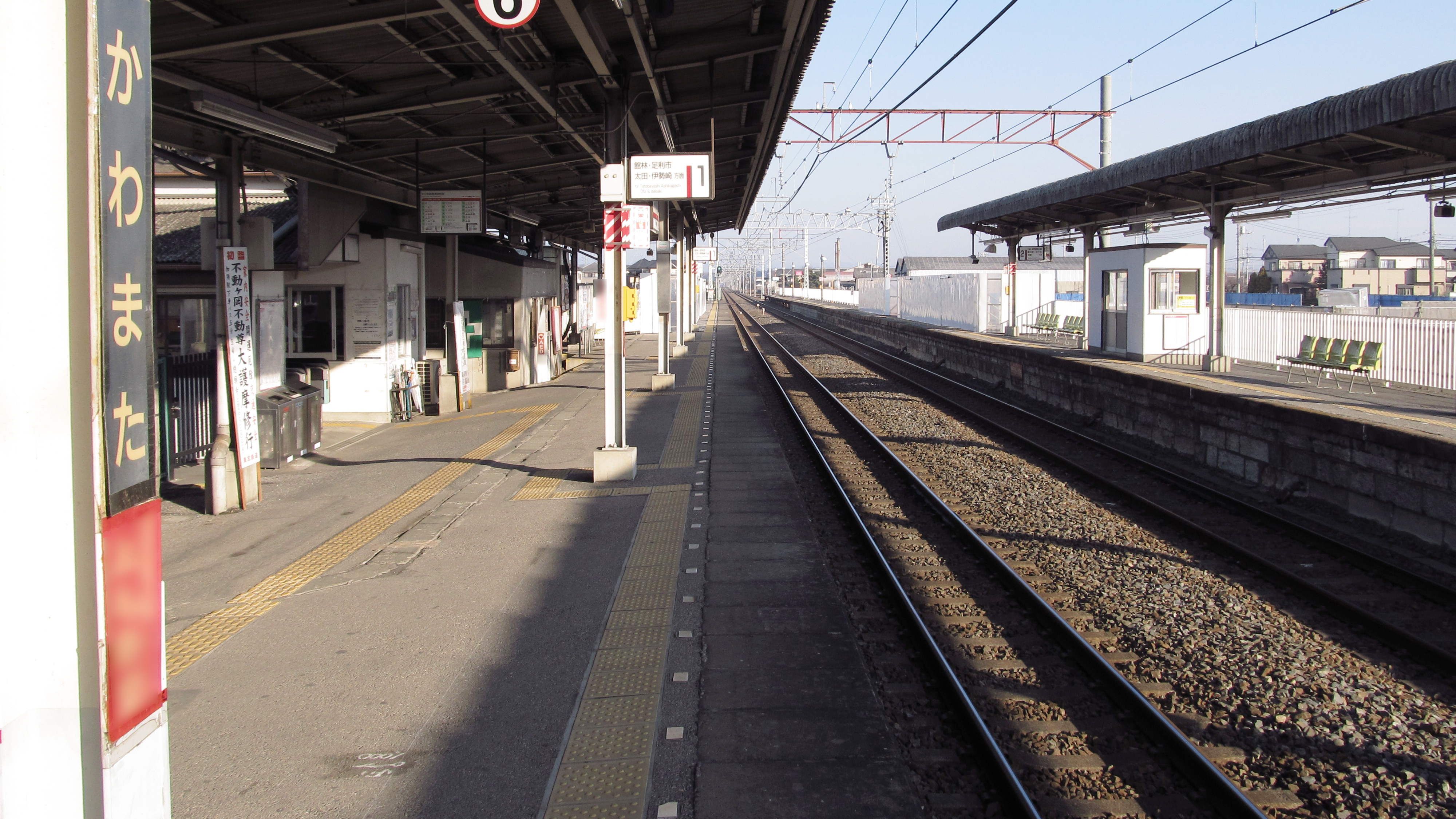
月台(2014年12月)

## 歷史

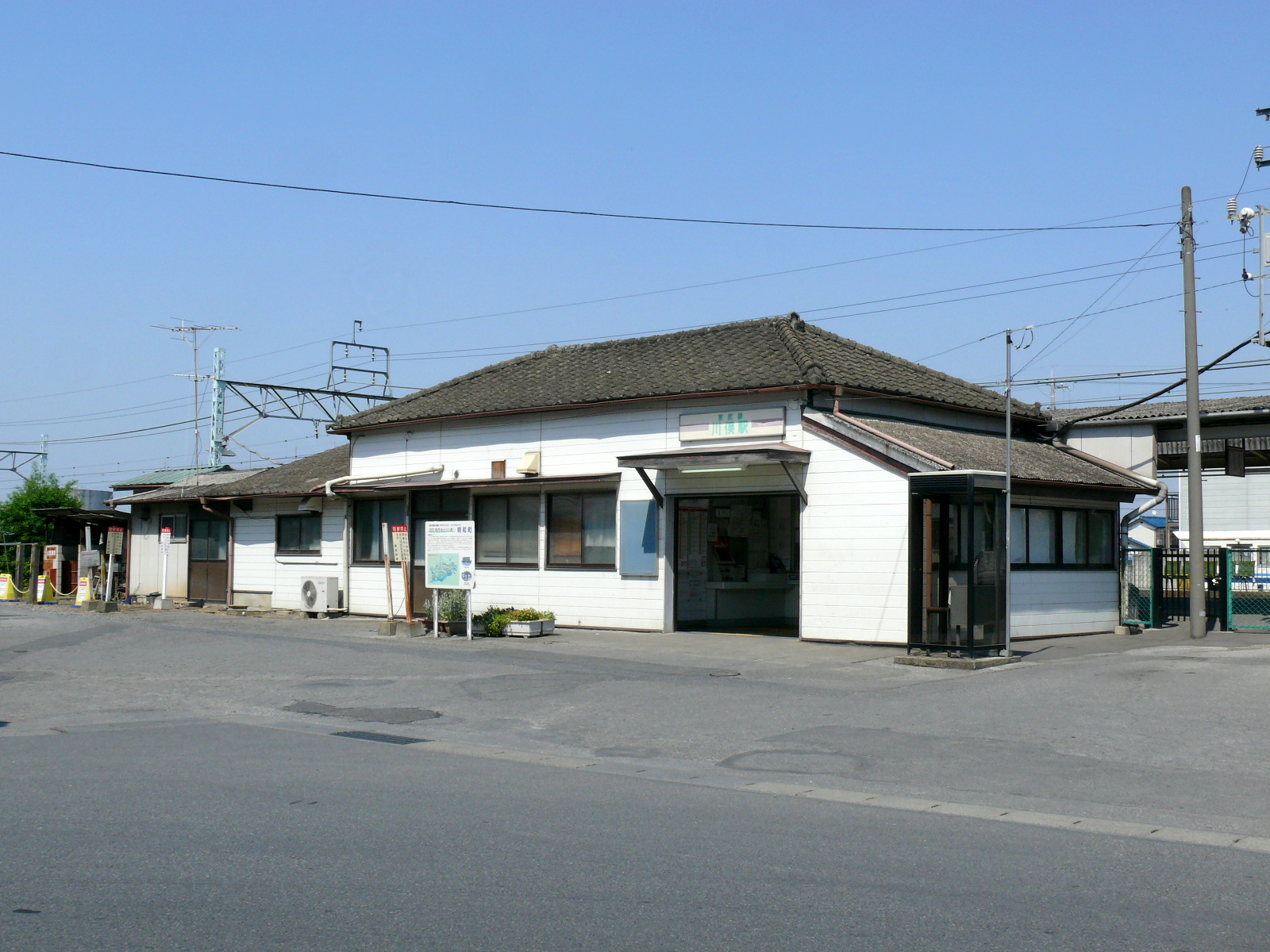
舊站房（2010年5月）

- 1903年（明治36年）4月23日：於利根川南側堤防下開設暫時站[2]。
- 1907年（明治40年）8月27日：利根川橋樑開通，移轉至現在群馬縣側。
- 1997年（平成9年）9月30日：貨物業務廢止。
- 2012年（平成24年）3月17日：導入車站編號TI 08。
- 2013年（平成25年）3月26日：導入發車音樂。
- 2016年（平成28年）1月23日：改建為跨站式站房。開設東口。

## 車站結構
本站是側式月台2面2線的地面車站，站房採跨站式站房設計。2016年1月22日以前的站房在1號線側（館林方向），有天橋通往2號線（淺草方向）月台。廁所原在1號線，現位於站房內。
過去淺草方向月台為島式月台，當時有條3號線是作為待避線使用。該線在2006年3月17日以前是供上行準急（現區間急行）待避特急「兩毛」與夜間列車停放使用，隔天18日起，待避改至]新設待避線的羽生站，回送停放移至館林。之後3號線被廢線拆除。
本站在1997年以前曾有貨物列車從神奈川臨海鐵道浮島町站裝載石油與液化石油氣到達本站。

### 月台配置
| 月台 | 路線     | 方向 | 目的地                                                         |
| ---- | -------- | ---- | -------------------------------------------------------------- |
| 1    | 伊勢崎線 | 下行 | 館林、足利市、太田方向                                         |
| 2    | 伊勢崎線 | 上行 | 久喜、東武動物公園、 東武晴空塔線 北千住、東京晴空塔、淺草方向 |

## 使用情況
2017年度1日平均上下車人次為2,782人。
近年1日平均上下車人次推移如下表。
| 年度               | 一日平均上下車人次 |
| ------------------ | ------------------ |
| 2000年（平成12年） | 2,427              |
| 2001年（平成13年） | 2,544              |
| 2002年（平成14年） | 2,557              |
| 2003年（平成15年） | 2,604              |
| 2004年（平成16年） | 2,579              |
| 2005年（平成17年） | 2,558              |
| 2006年（平成18年） | 2,458              |
| 2007年（平成19年） | 2,570              |
| 2008年（平成20年） | 2,575              |
| 2009年（平成21年） | 2,502              |
| 2010年（平成22年） | 2,500              |
| 2011年（平成23年） | 2,518              |
| 2012年（平成24年） | 2,559              |
| 2013年（平成25年） | 2,670              |
| 2014年（平成26年） | 2,648              |
| 2015年（平成27年） | 2,647              |
| 2016年（平成28年） | 2,728              |
| 2017年（平成29年） | 2,782              |

## 車站周邊
- 明和町役場
- 明和町中央公民館
- 明和町故鄉產業文化館
  - 明和町立圖書館
- 明和町社會體育館
- 川俣事件（日语：川俣事件）紀念碑
- 國道122號
- 群馬縣道368號上中森川俣停車場線（日语：群馬県道368号上中森川俣停車場線）
- 群馬縣道369號麥倉川俣停車場線（日语：埼玉県道・群馬県道369号麦倉川俣停車場線）
- 川俣郵便局
- JA館林梅島支所
- 群馬銀行明和出張所
- 橋本產業館林工場

## 路線巴士
| 乘車處 | 系統                 | 主要行經地                               | 目的地         | 運行公司         | 備註 |
| ------ | -------------------- | ---------------------------------------- | -------------- | ---------------- | ---- |
|        | 館林、明和、千代田線 | 下中森西、上五箇                         | 千代田町役場前 | 廣域公共路線巴士 |      |
|        | 館林、明和、千代田線 | 明和町役場、美園町、館林站前、厚生醫院前 | 館林站前       | 廣域公共路線巴士 |      |

- 另外還有明和町公共設施接駁巴士可搭乘。

## 站名由來
「川俣」是設站時的當地地名，之後雖然遷至現在的中谷但仍保留原始站名。

## 相鄰車站
東武鐵道
 伊勢崎線
■區間急行、■區間準急（平日只有1班上行列車）、■普通
羽生（TI 07）－川俁（TI 08）－茂林寺前（TI 09）

## 外部連結
- 川俁（車站資訊） - 東武鐵道